# Biculturalismo

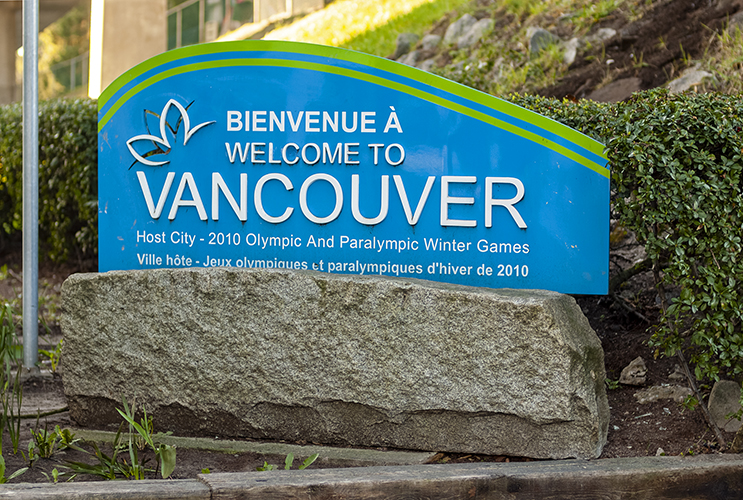
En Canadá, es común que todas las señalizaciones estén en los dos idiomas oficiales: inglés y francés

El biculturalismo o dualidad cultural refiere a una situación en la cual una persona o grupo de individuos se enfrentan a la coexistencia, en varios grados, de dos culturas inicialmente diferentes entre sí. Esto da origen a diferentes fenómenos en el ámbito social, político e individual de las personas. Mientras que en algunas expresiones y contextos es posible percibir un sincretismo cultural, en otros, se manifiestan por separado.

## Características
Las políticas públicas y legislaciones que reconocen, fomentan o alientan el biculturalismo suelen surgir en países que han superado una historia de conflictos nacionales o étnicos en los que ninguna de las partes ha obtenido un dominio o victoria completa por sobre el otro, donde también se puede observar, en mayor o menor medida, una cierta paridad entre ambas culturas. Es común que esta situación ocurra como resultado de una colonización o inmigración, pudiéndose dar entre colonos o inmigrantes y aborígenes, como también entre dos grupos de colonizadores o de indígenas con aspectos culturales distintos. El biculturalismo puede ser expresado en diferentes ámbitos, tales como el idiomático, religioso, familiar, social, educativo e identitario o psicológico de las personas. Una política intencionada de biculturalismo tiene como objetivo influir en las estructuras y decisiones gubernamentales, promoviendo la distribución equitativa del poder político y económico entre las comunidades o grupos asociados a cada uno de los lados de la división cultural, promoviendo el respecto a ambos aspectos culturales bajo una coexistencia pacífica.
El término fue acuñado en Canadá en la década de 1960, particularmente tras la formación de la Comisión Real sobre Bilingüismo y Biculturalismo (1963-1969), que recomendó que Canadá se convirtiera oficialmente en un país bilingüe. 
El biculturalismo también puede ser comprendido y estudiado y nivel individual, como parte de la identidad cultural de las personas y no necesariamente como colectivos, como en las familias binacionales, donde comparten bajo un mismo techo distintos elementos culturales y donde en muchas situaciones deben decidir qué aspectos conservar y cuales no considerar. La Asociación de Familias y Parejas Binacionales, con sede en Alemania, organizó en 1990 la primera Conferencia Europea sobre Relaciones Binacionales/Biculturales.
En el contexto de las relaciones entre las culturas de personas sordas y no sordas, el término "biculturalismo" resulta menos controvertido porque la distinción entre lengua hablada y lengua de señas suele parecer una auténtica distinción binaria, que trasciende las distinciones entre las diversas lenguas habladas.
Por otra parte, los críticos al biculturalismo provienen principalmente desde los promotores y defensores del multiculturalismo, quienes aducen que esta perspectiva puede ser reductora y excluyente a otras expresiones culturales presentes dentro de un territorio, como otros grupos migrantes y otros pueblos indígenas.

## Ejemplos
La biculturalidad de un país o una región en particular es posible ejemplificarla en los siguientes casos: 
- Canadá: el país se divide mayoritariamente entre una parte anglófona (anglocanadienses) y otra francófona (francocanadienses).
- Bélgica: aunque también existe una Comunidad Germanófona, el país se divide mayoritariamente entre los flamencos, que hablan el neerlandés, y los valones, que hablan francés.
- Suiza: pese a que el país tiene cuatro idiomas oficiales, la población suiza se entiende principalmente entre germanófonos (Suiza alemana) y francófonos (Romandía).
- Paraguay: en términos idiomáticos, la sociedad paraguaya conserva un bilingüismo entre el idioma español y el guaraní; mientras que en los asuntos demográficos, la sociedad se encuentra dividida entre guaraníes y mestizos o descendientes de criollos.
- Estados Unidos: dependiendo el estado, las sociedades históricamente se han dividido demográficamente entre afroestadounidenses y blancos (particularmente los WASP);[6] como también entre blancos y chicanos.[7]
- Sudáfrica: la dualidad cultural de este país no solo se entiende entre negros y blancos sudafricanos, especialmente luego de la abolición del apartheid en 1991, sino que también se aprecia una biculturalidad blanca entre los afrikáneres (bóeres) y los anglosajones.[8]